# Aber bitte mit Sahne
Aber bitte mit Sahne ist ein Lied des österreichischen Sängers Udo Jürgens aus dem Jahre 1976. Komponiert wurde es von Jürgens auf einem Blüthner-Flügel, den er als Gage für seine Auftritte in der DDR erhalten hatte. Der Liedtext stammt von Eckart Hachfeld und Wolfgang Spahr. Das Lied wurde wiederholt gecovert.

## Inhalt und Hintergrund
Das Lied handelt von Mathilde, Ottilie, Marie und Liliane, eine Gruppe älterer Damen, die sich regelmäßig in der Konditorei treffen und „… zum Sturm auf das Kuchenbuffet …“ blasen. „Aber bitte mit Sahne“ bildet dabei die Schlusszeile jeder Strophe. In den ersten beiden Strophen werden die Kaffeekränzchen und die dabei verzehrten Leckereien beschrieben. In der dritten wird beschrieben, dass die Damen bis auf Liliane nacheinander sterben – das Lied legt nahe, letztlich am Übergewicht –, es aber auch zu den Beerdigungen zahlreiche Torten gibt. In der letzten Strophe stirbt schließlich auch Liliane, die vom Stuhl kippt, und der Pfarrer begräbt sie mit Worten „… dass der Herrgott den Weg in den Himmel ihr bahne“ – worauf die Strophe wieder mit „aber bitte mit Sahne“ schließt. In einem kleinen Nachvers wird schließlich gefragt, ob es vielleicht doch lieber ein Keks sein soll.
Wegen des Textes zweifelte Udo Jürgens daran, ob das Stück seinen weiblichen Fans gefallen würde; wegen der letzten Strophe wurde Jürgens seinerzeit Gotteslästerung vorgeworfen und das Lied von einigen Radiosendern nicht gespielt.
Der Song wurde am 21. Juni 1976 von Ariola in Deutschland als Single veröffentlicht; er ist 3:35 Minuten lang. Der Titel erschien auch auf mehreren „Best-of“-Ausgaben von Udo Jürgens.

## Chartplatzierungen
| ChartsChartplatzierungen | Höchstplatzierung | Wochen |
| ------------------------ | ----------------- | ------ |
| Deutschland (GfK)        | 5 (23 Wo.)        | 23     |
| Österreich (Ö3)          | 13 (8 Wo.)        | 8      |
| Schweiz (IFPI)           | 10 (7 Wo.)        | 7      |

## Titelliste der Single
7″-Single Ariola 17 004 AT
1. Aber bitte mit Sahne (3:35)
2. Vier Stunden in der Woche (4:28)

## Coverversionen
Die Thrash-Metal-Band Sodom coverte das Lied abseits ihres üblichen Stils 1994.

## Sonstiges
Das Lied wurde unter anderem 2010 beim Großen Zapfenstreich für den scheidenden hessischen Ministerpräsidenten Roland Koch gespielt.
Im Jahr 2004 machte Udo Jürgens Werbung für einen Sahne-Ersatz von Rama und wandelte das Lied dafür in „Aber bitte mit Rama“ um.
Ausgehend von dem Titel entwickelte sich …aber bitte mit Sahne zu einem geflügelten Wort, das allgemein für einen Zusatz, eine Extraportion o. ä. verwendet wird. Der Titel stand auch Pate für den Titel eines Brettspiels.
Am 25. Februar 2023 erschien das Lied im ZDF mit geändertem Text. In der Giovanni Zarrella Show interpretierte der Gastgeber zusammen mit Roland Kaiser ein Udo-Jürgens-Medley. Zarrella sang „Nur ein Schokokuss“ statt „Nur ein Mohrenkopf“.